# 孟昭英
孟昭英（1906年12月24日—1995年2月25日），河北乐亭人，中国物理学家。1928年毕业于燕京大学。1936年获美国加州理工学院哲学博士学位。清华大学现代应用物理系教授。著有《阴极电子学》一书。1955年选聘为中国科学院院士（学部委员）。